# Abd al-Rahman al-Charqawi
Abd ar-Rahman ach-Charqawi (en arabe : عبد الرحمن الشرقاوي) est un écrivain, poète, dramaturge et journaliste  égyptien né dans le gouvernorat d'al-Minufiyah, au nord du Caire, en 1920 et décédé en 1987. Il est un des créateurs du roman arabe moderne.

## Biographie
Né dans un village situé dans le delta du Nil, il étudie à la Faculté de droit de la capitale avant de travailler dans le journalisme. Il atteint la célébrité avec son premier roman, La Terre (Al-Ard, 1954) considéré comme un classique de la littérature arabe moderne. Dans un style réaliste, il dépeint la vie ardue des paysans d'un village du delta du Nil et leurs démêlés avec les autorités qui veulent construire une route qui charcuterait leurs terres. Ce livre a été traduit en français en 2017 par Ahmed Gasmi (traducteur). Le réalisateur Youssef Chahine en a tiré un film en 1969 qui a contribué à la diffusion du livre à travers le monde arabe.
Abd ar-Rahman al-Charqawi est un des premiers intellectuels égyptiens à utiliser la tribune que lui offre le journalisme pour diffuser ses idées, prêchant en faveur de la démocratie et de l'égalité entre citoyens. Il accueille favorablement la révolution qui met un terme à la monarchie égyptienne en 1952, mais s'éloignera ensuite des nouveaux dirigeants, déçu par la dérive autoritaire du nouveau régime qui abolit les partis politiques et érige un culte de la personnalité autour du président Gamal Abdel Nasser.
Il se tourne ensuite vers le théâtre, écrivant certaines des premières pièces du répertoire égyptien à utiliser une langue moderne et proche de la langue parlée, bien que toujours en vers. Parmi ses pièces les plus célèbres, on peut citer: Un beau désastre (Ma'sâa jamila, 1962), Le jeune Mahran (Al-Fata Mahran, 1965) et Husseyn le révolutionnaire (Al-Husseyn tha'iran). Cette dernière pièce est interdite de représentation, mais il s'agit d'une exception dans un parcours où il continue d'exercer une influence importante sur la vie intellectuelle de son pays jusqu'à sa mort. Il écrit également un second roman, Les chemins détournés (Ach-Chawari al-Khalfiya, 1959) et plusieurs essais sur des questions religieuses.
Abd ar-Rahman al-Charqawi a été récompensé par plusieurs prix offerts par le gouvernement égyptien de son vivant, malgré ses différences d'opinion avec le régime. En 1979, il est un des lauréats du Prix Lénine pour la paix, en reconnaissance de la veine réaliste-socialiste de son roman le plus célèbre.